# Zviždač
Zviždač (eng. whistleblower) je osoba koja (kao što sudac u sportu zviždukom upozorava na nepravilno ponašanje) javno upozorava na nezakonite aktivnosti (primjerice korupcija, nedolično ponašanje, kršenje zakona, ili zlouporaba ovlasti) moćnih pojedinaca. Uglavnom se opisuje kao čin hrabrih pojedinaca koji iz moralnih razloga unatoč riziku za vlastitu karijeru odlučuju javno progovoriti o nezakonitim ili neetičkim ponašanjima nadređenih osoba.  

## Vanjske poveznice
- Članak u "dalje"  Arhivirana inačica izvorne stranice od 19. listopada 2010. (Wayback Machine)
- Članak u "poslovni.hr"  Arhivirana inačica izvorne stranice od 21. travnja 2008. (Wayback Machine)